# Шенгельди (Маркакольський район)
Шенгельди́ (каз. Шеңгелді) — село у складі Маркакольського району Східноказахстанської області Казахстану. Входить до складу Калжирського сільського округу.
Населення — 168 осіб (2021; 273 у 2009, 298 у 1999, 322 у 1989).
Національний склад станом на 1989 рік:
- казахи — 100 %